# 育空地區地理

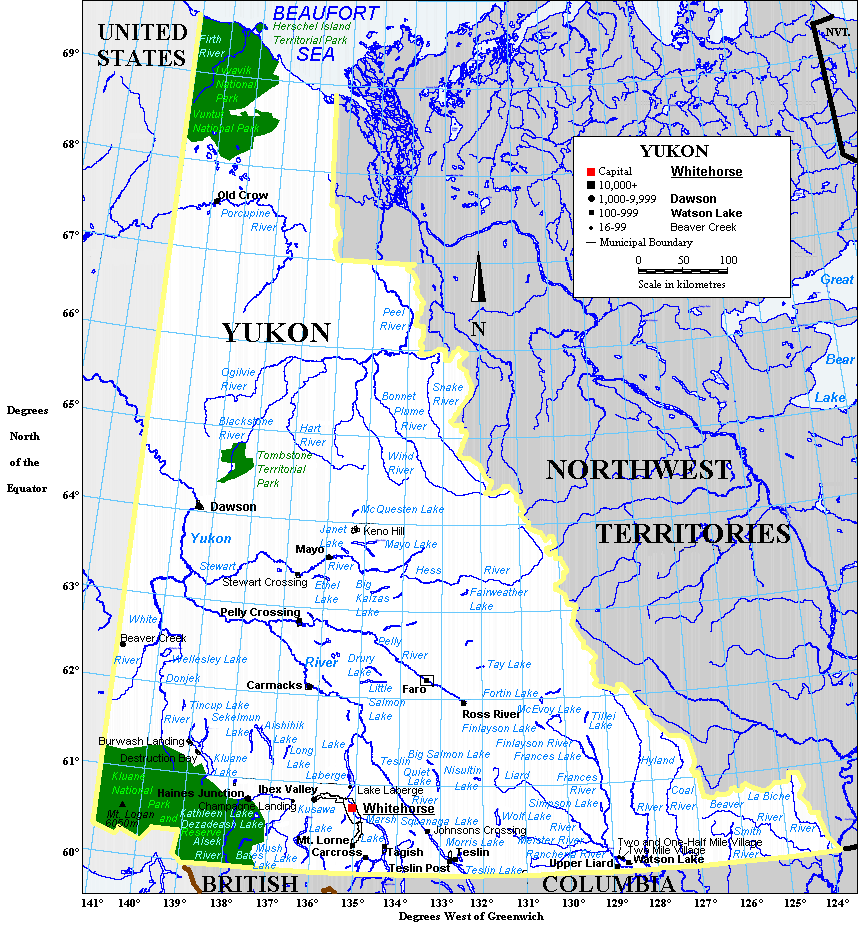
育空地圖

育空地区位于加拿大西北部，西临阿拉斯加州，东临西北地区，南临不列颠哥伦比亚省，领地形状近似三角形。面积482,443平方公里，其中474,391 km²是陆地，8,052 km² 是水域。

## 自然地理
加拿大最高的几座山峰，如洛根山等，皆位于育空地区。

## 气候
育空地区大部分是亚寒带气候，特征是漫长寒冷的冬季与短暂温暖的夏季。北冰洋沿岸为冰原气候，非常干燥，降雨量极小。东南部相对较湿润。

## 自然资源
育空地区有丰富的矿产，采矿业近来成为经济的支柱产业。克朗代克地区丰富金矿的发现导致1898年克朗代克淘金潮 。